# Richard Groenendaal
Richard Marinus Anthonius Groenendaal ('s-Hertogenbosch, 13 juli 1971) is een Nederlands voormalig wielrenner, die vooral in het veldrijden actief was. Hij werd in 2000 Wereldkampioen. Hij beëindigde zijn carrière na afloop van het seizoen 2008-2009. 

## Carrière
Richard Groenendaal is de zoon van voormalig Nederlands kampioen veldrijden Rein Groenendaal. Zelf begon hij in 1986 op 14-jarige leeftijd met fietsen bij Wielervereniging Schijndel. Dit bij de nieuwelingen, getraind door Antoon van Heertum. Bij zowel de nieuwelingen als de junioren reed hij voor WV Schijndel. Toen al combineerde hij het veldrijden met het wegwielrennen.
In zijn eerste kampioenschap veldrijden in januari 1986 werd Groenendaal zesde. In de daaropvolgende jaren behaalde hij verschillende nationale titels. Begin 1989 werd hij wereldkampioen bij de junioren. Zijn grootste overwinning bij de profs kwam in het seizoen 1999-2000. Toen won hij in zijn woonplaats, Sint-Michielsgestel, de wereldtitel in het veldrijden. 
In 2001 won hij met WV Schijndel brons op het Nederlands clubkampioenschap. Op zondag 22 februari 2009 beëindigde Groenendaal zijn carrière door in het Belgische Oostmalle zijn laatste veldrit te rijden. Eerder was Richard tijdens de veldrit in zijn woonplaats Sint Michielsgestel, de GP Groenendaal, koninklijk onderscheiden als Ridder in de Orde van Oranje Nassau.
Vanaf de amateurs kwam Groenendaal uit voor diverse amateurploegen. Daarna reed hij lang bij Rabobank (1996-2007). In 2007 maakte Groenendaal de overstap naar de AA Drink-wielerploeg waar hij nog een twee jaar actief was.

## Palmares

### Veldrijden
| Seizoen   | Wereldbeker                                     | Superprestige                                                        | GvA Trofee       | WK  | NK     | Overige                                                       | Totaal aantal zeges |
| --------- | ----------------------------------------------- | -------------------------------------------------------------------- | ---------------- | --- | ------ | ------------------------------------------------------------- | ------------------- |
| 1993-1994 |                                                 |                                                                      |                  | ↑   | Goud   | Telleriarte                                                   | 1                   |
| 1994-1995 |                                                 | Wetzikon, Harnes                                                     |                  | ↑   | Zilver | Vossem, Sint-Michielsgestel, Telleriarte, Soestduinen, Zeddam | 7                   |
| 1995-1996 |                                                 | Harnes                                                               |                  | 8e  | Goud   | Tábor, Zeddam                                                 | 4                   |
| 1996-1997 | Eschenbach, Prata di Pordenone, Nommay          | Gavere                                                               |                  | 17e | Zilver | Steinmaur, Soestduinen, Vossem                                | 7                   |
| 1997-1998 | Eschenbach, Koksijde, Heerlen eindklassement    | Gavere, Sint-Michielsgestel, Gieten, Overijse, Harnes eindklassement | Kalmthout, Essen | 9e  | Goud   | Hägendorf, Steinmaur, Dijon, Zürich, Brouilly, Vossem         | 17                  |
| 1998-1999 | Eschenbach                                      |                                                                      |                  | DNF | 4e     | Praag, Zürich                                                 | 3                   |
| 1999-2000 |                                                 | Gavere, Overijse, Diegem, Harnes, Heerlen                            |                  | ↑   | Goud   | Zürich, Loenhout, Pijnacker, Hoogerheide                      | 11                  |
| 2000-2001 | Bergamo, Leudelange, Pontchâteau eindklassement | Ruddervoorde, Sint-Michielsgestel, Gieten eindklassement             |                  | 24e | Goud   | Zonnebeke, Hoogerheide, Heerlen                               | 10                  |
| 2001-2002 | Heerlen                                         | Harnes, Vorselaar                                                    |                  | 4e  | Zilver | Koksijde, Pijnacker                                           | 5                   |
| 2002-2003 | Kalmthout                                       |                                                                      | Oudenaarde       | 17e | Goud   | Woerden, Huijbergen, Steinmaur, Hofstade, Zeddam, Pijnacker   | 9                   |
| 2003-2004 | Pijnacker eindklassement                        |                                                                      | Oostmalle        | DNF | Goud   |                                                               | 3                   |
| 2004-2005 |                                                 |                                                                      | Niel             | 16e | ↑      | Surhuisterveen, Heerlen                                       | 4                   |
| 2005-2006 |                                                 | Gieten                                                               |                  | 21e | ↑      | Woerden, Surhuisterveen                                       | 3                   |
| 2006-2007 |                                                 |                                                                      |                  | 6e  | ↑      | Surhuisterveen                                                | 1                   |
| 2007-2008 |                                                 |                                                                      |                  | 12e | ↑      |                                                               | 0                   |
| 2008-2009 |                                                 |                                                                      |                  | 38e | ↑      |                                                               | 0                   |
|           |                                                 |                                                                      |                  |     |        |                                                               |                     |
| Totaal    | 13                                              | 20                                                                   | 5                | 1   | 8      | 39                                                            | 86                  |

### MTB
1997
- NK, Elite
- Hondsrug Classic

Wielerploegen van Richard Groenendaal
Blaudzun ·
van Bon ·
Boogerd ·
Boven ·
Breukink ·
Bruyneel ·
Dekker ·
Groenendaal ·
Jekimov ·
Luppes ·
McEwen ·
Moerenhout · 
Nelissen ·
Piziks ·
van der Poel ·
Sørensen ·
Van Hooydonck (tot 30/04) ·
Vierhouten ·
Vogels ·

Hiemstra (stagiair) ·
Reinerink (stagiair) 
Blaudzun ·
van Bon ·
Boogerd ·
Boven ·
Breukink ·
Bruyneel ·
Dekker ·
Groenendaal ·
van Heeswijk ·
Jonasson ·
Jonker ·
Koerts ·
Luppes ·
Luttenberger ·
McEwen ·
Moerenhout · 
Nelissen ·
Piziks ·
van der Poel ·
Sørensen ·
Vierhouten ·
Hiemstra (stagiair) ·
Lotz (stagiair) 
den Bakker ·
van Bon ·
Boogerd ·
Boven ·
Bruinsma ·
Dekker ·
Groenendaal ·
van Heeswijk ·
Hiemstra · 
Jonasson ·
Jonker ·
Koerts ·
Kroon ·
Lotz ·
Luttenberger ·
McEwen ·
Moerenhout · 
Nys ·
van der Poel ·
Sørensen ·
Vierhouten ·
Wauters ·
B. Zberg ·
M. Zberg ·
de Groot (stagiair) ·
Pronk (stagiair) ·
Vlijm (stagiair)
Aebersold ·
den Bakker ·
van Bon ·
Boogerd ·
Boven ·
Dekker ·
Groenendaal ·
de Groot ·
Hiemstra · 
Jonker ·
Kroon ·
Lotz ·
McEwen ·
Moerenhout · 
Nys ·
van der Poel ·
Pronk ·
Sørensen ·
Vierhouten ·
Wauters ·
B. Zberg ·
M. Zberg ·
Vlijm (stagiair) 
Aebersold ·
den Bakker ·
Boerman ·
van Bon ·
Boogerd ·
Boven ·
Dekker ·
Duijn · 
Engels ·
Groenendaal ·
de Groot ·
Hayman · 
de Jongh ·
de Knegt ·
Kroon ·
Lotz ·
Niermann ·
Nys ·
van der Poel (tot 28/02) ·
Pronk ·
Sørensen ·
Vierhouten ·
Wauters ·
B. Zberg ·
M. Zberg ·
Traksel (stagiair) 
den Bakker ·
Boerman ·
Boogerd ·
Boven ·
Dekker ·
Duijn · 
Engels ·
Groenendaal ·
de Groot ·
Hayman · 
de Jongh ·
de Knegt ·
Kroon ·
Lotz ·
Löwik ·
Niermann ·
Nys ·
Pronk ·
Traksel ·
Veneberg ·
Verheyen ·
Vierhouten ·
Wauters ·
B. Zberg ·
M. Zberg
den Bakker ·
Boerman ·
Boogerd ·
Boven ·
Dekker ·
Duijn · 
Engels ·
Groenendaal ·
de Groot ·
Hayman · 
de Jongh ·
Kroon ·
Leipheimer ·
Lotz ·
Mutsaars ·
Niermann ·
Nys ·
Pronk ·
Sentjens ·
Traksel ·
Veneberg ·
Verheyen ·
Wauters ·
B. Zberg ·
M. Zberg
Aernouts ·
ten Dam ·
Dekker ·
Dekkers ·
Elijzen ·
Eltink ·
Giling ·
Groenendaal · 
Hesjedal · 
van Hummel ·
de Knegt ·
Kohl ·
de Kort ·
Mouris ·
Posthuma ·
Scheuneman ·
Sutherland ·
Vastaranta · 
Verhagen ·
Weening
Aernouts ·
Boom ·
Clement ·
Dekker ·
Elijzen ·
Eltink ·
Groenendaal · 
Heijboer ·
Kohl ·
de Knegt (tot 28/02) ·
de Kort ·
de Maar ·
Nys ·
Pauwels ·
Posthuma (tot 16/05) ·
Reus ·
Stamsnijder ·
Sutherland ·
Vastaranta
Aernouts ·
Boom ·
Clement ·
Dekkers ·
F. van Dulmen ·
T. van Dulmen ·
Elijzen ·
Groenendaal · 
Heijboer ·
de Knegt (tot 28/02) ·
Kozontsjoek ·
Leezer ·
de Maar ·
Nys ·
Pauwels ·
Reus ·
Stamsnijder ·
Vanthourenhout ·
van der Velde · 

van der Ven ·
Veelers ·
Walker
Aernouts ·
de Baat ·
Boom ·
van Dulmen ·
Duijn ·
van Emden ·
Flens ·
Gesink ·
Groenendaal · 
de Knegt ·
Kozontsjoek ·
Leezer ·
Maaskant ·
Nys ·
Popov ·
Reus (tot 30/06) ·
Ruijgh ·
Stamsnijder ·
Vanthourenhout ·
van der Velde ·
Veelers ·
Walker (tot 30/06)
Aernouts ·
Berkhout ·
de Baat ·
Boom ·
van Dulmen ·
van Emden ·
Groenendaal · 
Keizer ·
de Knegt ·
Kruijswijk ·
Leezer ·
Maaskant ·
Mollema ·
Nys ·
Popov ·
Rabou ·
Ruijgh ·
van Poppel ·
van der Velde ·
Veelers ·
Vermeltfoort ·
van Winden